# Àcid isanòlic
L'àcid isanòlic, i de nom sistemàtic àcid 8-hidroxioctadec-17-en-9,11-diinoic, és un àcid carboxílic de cadena lineal amb devuit àtoms de carboni, un doble enllaç entre els carbonis 17 i 18, dos triples enllaços entre els carbonis 9-10 i 11-12, i un grup hidroxil {\displaystyle {\ce {-OH}}} al carboni 8, la qual fórmula molecular és {\displaystyle {\ce {C18H26O3}}}. En bioquímica és considerat un àcid gras rar.

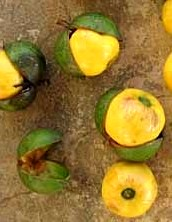
Fruits dOngokea gore

Fou aïllat per primera vegada el 1937 pels investigadors A. Steger i J. van Loon de l'oli de les llavors de l'arbre Ongokea gore o Ongokea klaineana, de l'Àfrica equatorial, anomenat en l'idioma nadiu boleka o isano, d'on se'n derivà el nom comú àcid isanòlic. La seva estructura fou determinada per J.P. Riley el 1951. La proporció d'aquest àcid en l'oli d'isano oscil·la entre el 12,5 % i el 44 % segons diferents autors.